# Low-dropout regulator

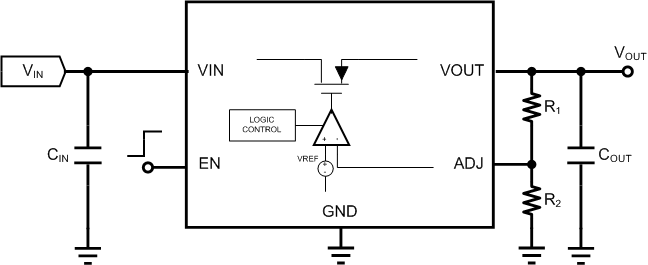
Fig.1 Esquema de blocs d'un LDO

Low-dropout regulator (en acrònim LDO) és un regulador lineal de tensió elèctrica que por regular o ajustar la tensió de sortida fins i tot quan la tensió d'entrada és molt propera ("low-dropout") a la tensió de sortida.

## Propietats

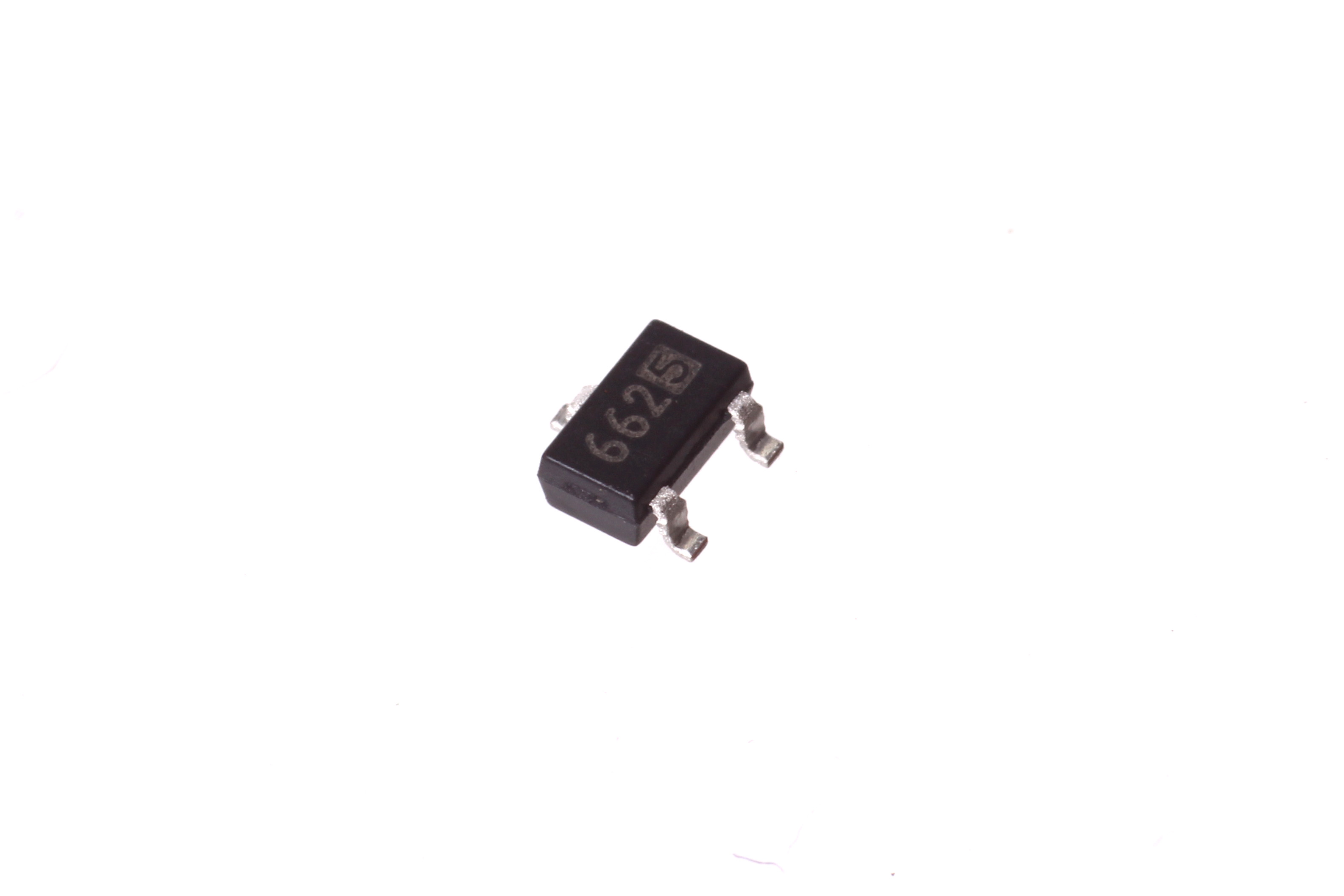
Fig.2 LDO en una implementació real de la casa Torex amb referència XC6206.

- Avantatge d'absència de soroll elèctric respecte als reguladors commutats.
- Desavatatge de major dissipació de potència respecte els reguladors commutats.

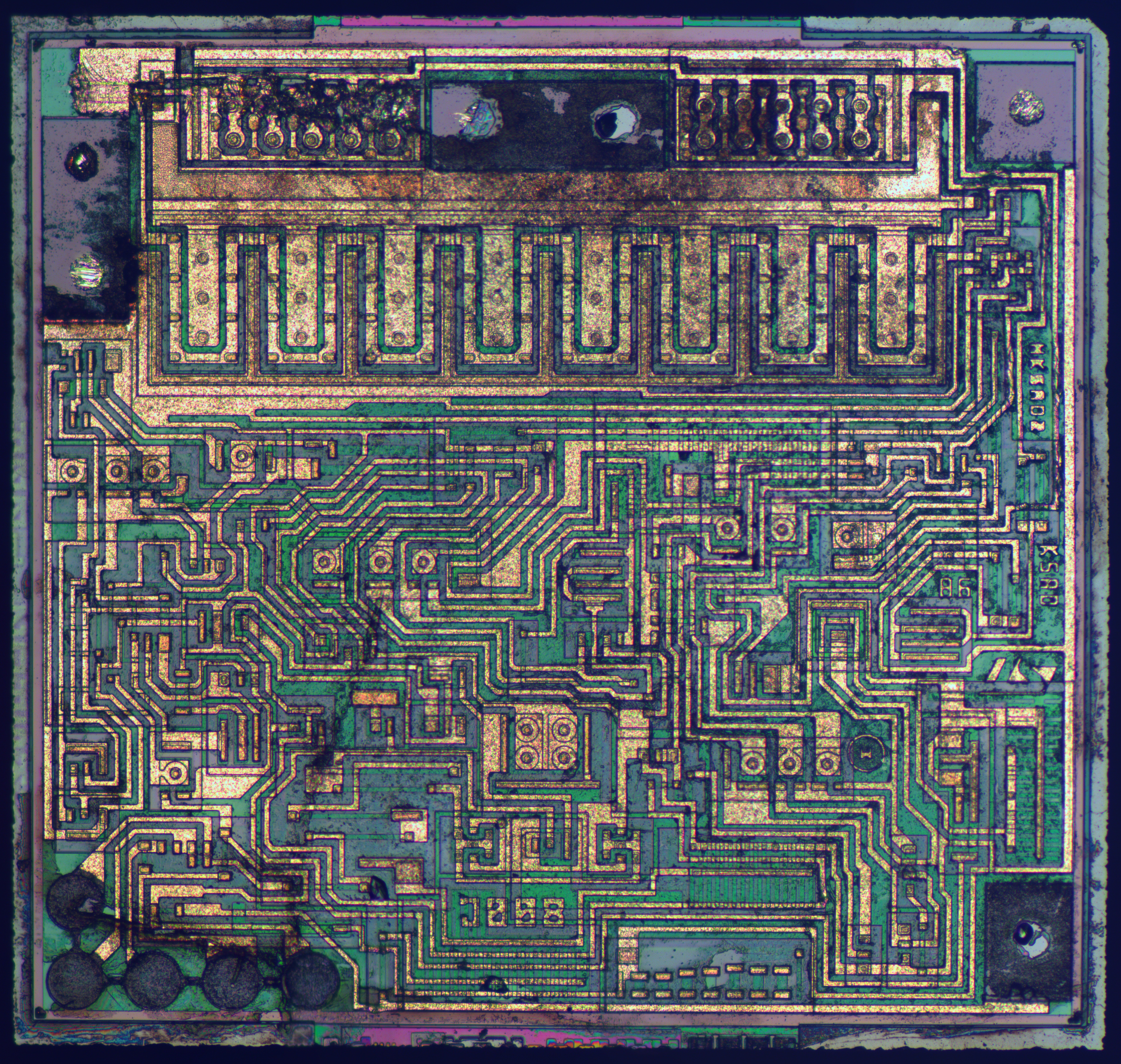
Fiag.2 Dau (circuit imprès) d'un LDO amb referència LM117.

- Fiag.2 Dau (circuit imprès) d'un LDO amb referència LM117.Paràmetres dels LDO : tensió dropout (diferència entre la tensió de la sortida i entrada, corrent d'entrada amb sortida nul·la (quiescent current), màxima tensió a l'entrada i màxim corrent de sortida.

## Paràmetres

### Eficiència i dissipació de calor
La potència dissipada en el dispositiu LDO :
{\displaystyle P_{\text{LOSS}}=(V_{\text{IN}}-V_{\text{OUT}})\times I_{\text{OUT}}+(V_{\text{IN}}\times I_{Q})}
L'eficiència es calcula :
{\displaystyle \eta ={\frac {P_{\text{IN}}-P_{\text{LOSS}}}{P_{\text{IN}}}}}

### Quiescent current
{\displaystyle I_{Q}=I_{IN}-I_{OUT}}

### Filtratge o PSRR
PSRR (Power supply rejection ratio) es calcula :
{\displaystyle PSRR=20\times log{\frac {VoltatgeAltern_{IN}}{VoltatgeAltern_{OUT}}}}

### Soroll a la sortida
Com tots els components electrònics existeix el soroll tèrmic, el soroll de dispar i el soroll de parpelleig (flicker noise).

## Principals fabricants
| Fabricant | Referències                                                                       |
| --------- | --------------------------------------------------------------------------------- |
| Microchip | LP2951, MAQ5280, MAQ5281,MAQ5282, MAQ5300, MCP1700, MCP1701A, MCP1702, MCP1703    |
| ST        | L5963, L6932, L6932H1.2, LDK120, LDK130, LDK220, LDK715, LDL112, LDLN025, PM6680A |
| TI        | TLV757P ,TPS7A92,TPS7A90 ,TPS7A84A,TPS7A91,TPS7A19,LP5912,TPS7A52-Q1,TPS7A53-Q1   |
| NXP       | TDA3664/N1, LD6806CX4/, LD6806F, LD6806TD, LD6805K/, LD6815TD/12H                 |
| ON Semi   | NCP114, NCP134, NCP145, NCP148, NCP160, NCP163, NCP167, NCP170, NCP59744          |